# Orgue de la catedral d'Eivissa
L'Orgue de la Catedral d'Eivissa és el primer orgue documentat a Eivissa, que va ser construït a principis del segle xv a la Catedral d'Eivissa.
El primer document que se'n conserva és una crònica d'una visita eclesiàstica de l'any 1423, on es diu que hi havia estat introduït pocs anys abans. El 1498 la Universitat fundà el benefici de l'orgue, per tal de tenir assalariat un clergue sonador que també havia d'assegurar la conservació de l'instrument.
El 1655 estava en males condicions, per la qual cosa fra Francisco de Lima y Mendoza l'hagué d'acomodar i netejar. El 1673 tornava a estar en pèssimes condicions, però no fou fins al 1679 que es va decidir refer-lo en gran part. A causa d'aquesta reconstrucció se sap que l'instrument tenia almenys dos teclats: estava, doncs, dins dels paràmetres dels orgues de la zona mediterrània del segle xvi, compostos d'un orgue major i la cadireta, amb els respectius teclats sobreposats. L'any 1708 va tornar a ser necessària una important reparació, a càrrec del franciscà fra Faustino León, que en aquell moment l'instrument tenia vuit registres.
El 23 d'octubre de 1714 els jurats signaren contracte amb l'orguener català Josep Boscà. Les obres començaren el 4 de gener de 1715. Tot i que no es coneixen les característiques del nou instrument, acabat a principi de 1718.
L'any 1785, el primer bisbe d'Eivissa, Manuel Abad y Lasierra, va trobar l'instrument en pèssimes condicions, situat al costat de l'Evangeli de l'altar major. Per ser imprescindible per a la litúrgia catedralícia, va encarregar un nou instrument a Lluís Sherrer. Es canvià la seva ubicació i es va situar als peus de l'església sobre una tribuna de fusta. Entre els anys 1856-58 varen fer una gran reforma de l'orgue, feta per l'orguener Gaietà Vilardebó, que l'adobà i l'amplià, adaptant-lo a l'estètica romàntica del moment.
El 1888 Francesc Elies, un altre orguener català, va fer una intervenció important. Malauradament aquell instrument va patir a causa de la Guerra Civil. Va ser completament destrossat l'agost de 1936 per les forces republicanes. El 1944 va arribar a la Catedral un nou orgue fabricat per Organería Española S.A., d'Azpeitia (Guipúscoa). Es tractava d'un instrument de taller industrial, més petit que l'antic i de qualitat inferior. A finals de 1984 va ser sotmès a grans treballs de manteniment i reparació per Joaquín Luis Cabello. L'instrument que hi ha l'any 2006 és fruit d'una remodelació, tant forçada com innecessària, feta el 1994 per l'orguener José Antonio Azpiazu, amb la qual s'intenta emular l'estètica visual de la caixa de l'orgue de Scherrer destruït a la guerra.